# Gödenstorf
Gödenstorf es un municipio situado en el distrito de Harburgo, en el estado federado de Baja Sajonia (Alemania). Tiene una población estimada, a fines de 2020, de 984 habitantes.
Está ubicado al sur de la ciudad de Hamburgo.